# Ludwig Vogel (Priester)
Ludwig Vogel (* 13. November  1920 in Petersberg, Fulda; † 5. Juli 2014 ebenda) war ein römisch-katholischer Priester.

## Leben
Ludwig Vogel begann nach seinem Abitur 1940 sein Studium der Philosophie und katholischen Theologie in Fulda, wurde aber kurz darauf zum Dienst in der Wehrmacht verpflichtet. Nach Freilassung aus amerikanischer Kriegsgefangenschaft setzte er sein Studium in Fulda fort. Am 23. Juli 1950 empfing der durch den Bischof von Fulda Johann Baptist Dietz die Priesterweihe. Vogel war zunächst Kaplan in Anzefahr in Mittelhessen, später in Bad Hersfeld, Eschwege und Marburg.
1958 wurde er Pfarrkurat, ab 1965 Pfarrer im nordhessischen Borken. 1966 erfolgte die Ernennung zum Dechanten des Dekanates Fritzlar und am 1. August 1968 die Ernennung zum Stadtpfarrer von Fritzlar. Vogel ist es zu verdanken, dass der Fritzlarer Dom umfassend renoviert wurde. Als Museumsleiter machte er anlässlich der 1250-Jahr-Feier der Stadt Fritzlar im Jahr 1974 den Domschatz und die Dombibliothek öffentlich zugänglich. Als katholischer Stadtpfarrer war er 23 Jahre lang ex officio Vorsitzender des Kuratoriums „Hospital zum Heiligen Geist“, dem Krankenhaus in Fritzlar, das aus einer mittelalterlichen Stiftung hervorgegangen ist, sowie Vorsitzender der sogenannten Armenkommission, d. h. dem Verwaltungsrat des Hauses.
Von 1979 bis 1985 war er auch stellvertretender Regionaldechant der Region Kassel. 1991 ging er in den Ruhestand.
Er war Leiter des Fátima-Weltapostolats in Deutschland, eines Vereins päpstlichen Rechts, und Herausgeber der Zeitschrift „Fátima-Weltapostolat“. Ab 1997 leitete er die Zentrale des Fatima-Weltapostolats am Petersberg in Fulda.
Ludwig Vogel war Mitglied des Forums Deutscher Katholiken. Er organisierte zahlreiche Wallfahrten nach Rom, Fátima, Lourdes, Medjugorje und vor allem ins Heilige Land. Vogel war von 1978 bis 2002 Diözesanleiter des Deutschen Vereins vom Heiligen Land.
1985 wurde Ludwig Vogel von Kardinal-Großmeister Maximilien Kardinal de Fuerstenberg zum Ritter des Ritterordens vom Heiligen Grab zu Jerusalem ernannt und am 11. Mai 1985 im Regensburger Dom durch Franz Hengsbach, Großprior der deutschen Statthalterei, investiert. Er war zuletzt Komtur des Ordens.
Ludwig Vogel verstarb am 5. Juli 2014 in Petersberg bei Fulda und wurde am 11. Juli auf dem dortigen Friedhof beigesetzt.

## Auszeichnungen und Ehrungen
- Ritterschlag zum Ritter vom Heiligen Grab durch Kardinal-Großmeister Maximilien Kardinal de Fuerstenberg (1985)
- Ernennung zum Päpstlichen Ehrenkaplan (Monsignore) durch Papst Paul VI. (1975)
- Ernennung zum Ehrendomkapitular des Fuldaer Doms durch Erzbischof Johannes Dyba (1989)
- Ernennung zum Ehrenbürger der Stadt Fritzlar am 5. April 1992 durch die Stadtverordnetenversammlung

## Schriften
- Dom und Domschatz in Fritzlar: Die blauen Bücher, Lange Königstein im Taunus, ISBN 3-7845-2490-7
- Halleluja: die sieben Freuden Mariens ; am Marienküppel Petersberg/Fulda, Fatima-Weltapostolat U.L.F. in Deutschland e.V., 2005